# دارن مور
دارن مور (انگلیسی: Darren Moore؛ زادهٔ ۲۲ آوریل ۱۹۷۴) یک بازیکن فوتبال اهل بریتانیا است.
وی همچنین در تیم ملی فوتبال جامائیکا بازی کرده است.